# Principes du logiciel libre selon Debian
Pour un article plus général, voir Contrat social Debian.
Les principes du logiciel libre selon Debian (ou DFSG, en anglais « Debian Free Software Guidelines ») sont un ensemble de critères définissant précisément le sens de l'expression « logiciel libre » pour les développeurs de la distribution GNU/Linux Debian.
Leur définition constitue une partie du contrat social Debian. Elle fut initialement écrite par Bruce Perens en 1997, puis retravaillée par la communauté Debian. Elle a servi de base à la définition de l'Open Source par l'OSI.

## Histoire
Le DFSG est publié pour la première fois avec la première version du contrat social Debian en juillet 1997. L'auteur principal est Bruce Perens, avec la contribution des développeurs Debian lors d'une discussion d'un mois sur une liste de diffusion privée. Ean Schuessler (alors de Debian) via Donnie Barnes de Red Hat accuse Red Hat de n'avoir jamais déterminé son contrat social avec la communauté Linux. Perens s'est rendu compte que Debian n'avait pas non plus de contrat social formel et a immédiatement commencé à en créer un.
L’Open Source Definition est créée en reprenant le texte du DFSG peu de temps après. DFSG a été précédé par la Free Software Definition, de la Free Software Foundation, qui a ensuite défini trois libertés du logiciel libre, mais ce texte n'a pas été utilisé dans la création du DFSG. Une fois que le DFSG est devenu la définition de l'Open Source, Richard Stallman a vu la nécessité de différencier le logiciel libre de l'open source et a promu la définition du logiciel libre. Des versions publiées de la définition de logiciel libre de la FSF existaient dès 1986, après avoir été publiées dans la première édition des bulletins GNU (aujourd'hui disparu).
En novembre 1998, Ian Jackson et d'autres ont proposé plusieurs modifications dans un projet version 1.4, mais ces modifications n'ont jamais été officialisées.

## Lignes directrices[4]
Les principes du logiciel libre selon Debian :
1. Redistribution libre et gratuite.  La licence d'un composant de Debian ne doit pas empêcher quiconque de vendre ou de donner le logiciel sous forme de composant d'un ensemble (distribution) constitué de programmes provenant de différentes sources. La licence ne doit en ce cas requérir ni redevance ni rétribution.
2. Code source.  Le programme doit inclure le code source et sa diffusion sous forme de code source comme de programme compilé doit être autorisée.
3. Applications dérivées.  La licence doit autoriser les modifications et les applications dérivées ainsi que leur distribution sous les mêmes termes que ceux de la licence du logiciel original.
4. Intégrité du code source de l'auteur.  La licence peut défendre de distribuer le code source modifié seulement si elle autorise la distribution avec le code source de fichiers correctifs destinés à modifier le programme au moment de sa construction. La licence doit autoriser explicitement la distribution de logiciels créés à partir de code source modifié. Elle peut exiger que les applications dérivées portent un nom ou un numéro de version différent de ceux du logiciel original (c'est un compromis ; le groupe Debian encourage tous les auteurs à ne restreindre en aucune manière les modifications des fichiers, source ou binaire).
5. Aucune discrimination de personne ou de groupe.  La licence ne doit discriminer aucune personne ou groupe de personnes.
6. Aucune discrimination de champ d'application.  La licence ne doit pas défendre d'utiliser le logiciel dans un champ d'application particulier. Par exemple, elle ne doit pas défendre l'utilisation du logiciel dans une entreprise ou pour la recherche génétique.
7. Distribution de licence.  Les droits attachés au programme doivent s'appliquer à tous ceux à qui il est distribué sans obligation pour aucune de ces parties de se conformer à une autre licence.
8. La licence ne doit pas être spécifique à Debian.  Les droits attachés au programme ne doivent pas dépendre du fait de son intégration au système Debian. Si le programme est extrait de Debian et utilisé et distribué sans Debian mais sous les termes de sa propre licence, tous les destinataires doivent jouir des mêmes droits que ceux accordés lorsqu'il se trouve au sein du système Debian.
9. La licence ne doit pas contaminer d'autres logiciels.  La licence ne doit pas placer de restriction sur d'autres logiciels distribués avec le logiciel. Elle ne doit par exemple pas exiger que tous les autres programmes distribués sur le même support soient des logiciels libres.
10. Exemples de licence.  Les licences GPL, BSD et Artistic sont des exemples de licences que Debian considère libres.